# Балтени (Горж)
Балтени (рум. Bâlteni) насеље је у Румунији у округу Горж у општини Балтени. Oпштина се налази на надморској висини од 151 m.

## Становништво
Према подацима из 2011. године у насељу је живело 2467 становника.